# Rick Baker
Richard A. "Rick" Baker (8 de diciembre de 1950) es un artista estadounidense de maquillaje y efectos especiales conocido por crear criaturas famosas del mundo del cine. Actualmente posee el récord de Premios Oscar a Mejor Maquillaje: siete Oscars y once nominaciones.

## Vida personal
Nacido en Binghamton, Nueva York, de Doris y Ralph B. Baker, Rick Baker es un artista profesional. Está casado y tiene dos hijos.

## Carrera
Siendo ya adolescente empezó crear partes de cuerpo artificiales en la cocina de su casa, pero su primer trabajo profesional fue como ayudante del veterano maquillador Dick Smith en la película El Exorcista.
Baker recibió el primer Premio Oscar al mejor maquillaje por su trabajo en Un Hombre lobo americano en Londres. También fue él quien creó la criatura híbrido de hombre y gato en la que se transforma Michael Jackson al inicio del vídeo Thriller. Posteriormente ha sido nominado diez veces al Oscar ganándolo en siete ocasiones, dos récords aun no batidos.
Está casado con Elaine Melba Parkyn, que no es actriz, pero es famosa entre los fanes de Star Wars por interpretar al Emperador en la versión original de El imperio contraataca. Elaine llevó una máscara y una capucha, además sus ojos fueron visualmente reemplazados por los de un chimpancé, y su voz por Clive Revill. Pero en todas las versiones subsiguientes reemplazan su imagen por la de Ian McDiarmid, el actor que da vida al emperador Palpatine en El retorno del Jedi.
Baker declara que su trabajo en la comedia Harry y los Hendersons es uno de los que se siente más orgulloso. En octubre de 2009,  recibió el premio Jack Pierce.
Le concedieron un Doctorado de Letras en la Academia de Arte San Francisco en 2008. También trabaja haciendo comentarios en series web. 
Baker es titular de la estrella número 2485 del Paseo de la Fama de Hollywood, que fue colocada el 30 de noviembre de 2012. La estrella está localizada delante del Museo Guinness de los Récords.
Baker anunció su jubilación en mayo de 2015: «Sobre todo porque los efectos digitales han dejado fuera a los animatrónicos que son parte de lo que hago. Ahora incluso maquillan por computadora. Tengo 64 años y este negocio está loco ahora mismo. Me gusta hacer las cosas bien, y ahora los productores de Hollywood quieren efectos baratos y rápidos. Ese no es mi estilo.»

## Delante de la cámara
Baker ha aparecido en dos películas de King Kong: la de 1976 y la de 2005 de Peter Jackson (hacía de piloto). También hizo un cameo en la película de John Landis Al caer la noche como camello;  en Hombres de Negro II como el agente que ayuda con los disfraces; en Hombres de Negro 3 como "cerebro alienígena"; en el videoclip thriller de Michael Jackson es uno de los zombis; en La Mansión Embrujada como fantasma; en The Wolfman como primera víctima.

## Filmografía
- Octaman (1971) (traje de Octaman; con Doug Beswick)[15]
- The Thing with Two Heads (1972) (efectos especiales)
- Schlock (1973) (maquillador)
- The Exorcist (1973) (ayudante de efectos especiales)
- It's Alive (1974) (maquillador)
- The Autobiography of Miss Jane Pittman (1974) (maquillador)
- King Kong (1976) (efectos especiales de maquillaje, actor)
- Track of the Moon Beast (1976) (maquillador)
- Squirm (1976) (diseñador de maquillajes)
- The Incredible Melting Man (1977) (efectos especiales de maquillaje)
- Star Wars (1977) (maquillador: segunda unidad)
- The Fury (1978) (efectos especiales de maquillaje)
- An American Werewolf in London (1981) (efectos especiales de maquillaje)
- The Howling (1981) (asesor de efectos especiales de maquillaje)
- The Funhouse (1981) (diseño efectos especiales de maquillaje)
- The Incredible Shrinking Woman (1981) (efectos especiales de maquillaje)
- Videodrome (1983) (efectos especiales de maquillaje)
- Thriller (1983) (creador/diseñador de efectos especiales de maquillaje)
- Greystoke: The Legend of Tarzan, Lord of the Apes (1984) (efectos especiales de maquillaje)
- Into the Night (1985) (actor)
- My Science Project (1985) (creador de efectos especiales de maquillaje)
- Captain EO (1986) (efectos especiales de maquillaje)
- Ratboy (1986) (diseñador: Ratboy)
- Harry and the Hendersons (1987) (maquillador, diseñador de criatura: Harry)
- Beauty and the Beast (1987–1990) (diseñador de criatura: Bestia)
- Werewolf (1987–88) (creador de efectos especiales de maquillaje)
- Coming to America (1988) (efectos especiales de maquillaje)
- Gorillas in the Mist (1988) (efectos especiales de maquillaje, productor asociado)
- Missing Link (1988) (efectos especiales de maquillaje)
- Gremlins 2: The New Batch (1990) (supervisor de efectos especiales, coproductor)
- The Rocketeer (1991) (creador de maquillaje: Lothar)
- Wolf (1994) (efectos especiales de maquillaje)
- Ed Wood (1994) (creador de maquillaje: Bela Lugosi, diseñador de maquillaje: Bela Lugosi)
- Batman Forever (1995) (diseñador/creador de maquillaje especial)
- The Nutty Professor (1996) (efectos especiales de maquillaje)
- The Frighteners (1996) (creador de efectos especiales de maquillaje: El juez)
- Escape from L.A. (1996) (efectos especiales de maquillaje)
- Ghosts (1997) (creador de efectos especial de maquillaje)
- Men in Black (1997) (efectos especiales de maquillaje para alienígenas, creador de efectos especiales de maquillaje)
- Critical Care (1997) (efectos especiales de maquillaje: Mr. Brooks)
- Mighty Joe Young (1998) (efectos especiales de maquillaje)
- Life (1999) (efectos especiales de maquillaje)
- Wild Wild West (1999) (efectos especiales de maquillaje)
- How the Grinch Stole Christmas (2000) (efectos especiales de maquillaje)
- Nutty Professor II: The Klumps (2000) (efectos especiales de maquillaje)
- Planet of the Apes (2001) (maquillador, diseñador/creador de efectos especiales de maquillaje)
- Men in Black II (2002) (maquillador, creador de efectos especiales de maquillaje)
- The Ring (2002) (creador de efectos especiales de maquillaje)
- The Haunted Mansion (2003) (creador de efectos especiales de maquillaje)
- Hellboy (2004) (director de efectos especiales, creador de efectos especiales de maquillaje)
- The Ring 2 (2005) (creador de efectos especiales de maquillaje)
- King Kong (2005) (actor)
- Cursed (2005) (special makeup effects artist, diseñador/creador de efectos especiales de maquillaje)
- X-Men: The Last Stand (2006) (asesor de efectos especiales de maquillaje, asesor de efectos visuales)
- Click (2006) (maquillador edad especial, artista de efectos especiales de maquillaje)
- Encantada: La historia de Giselle (2007) (artista de efectos especiales de maquillaje)
- Norbit (2007) (special makeup effects artist)
- Tropic Thunder (2008) (diseñador de maquillaje: Mr. Downey, Jr.)
- The Wolfman (2010) (efectos especiales de maquillaje)
- Tron: Legacy (2010) (efectos especiales de maquillaje)
- Men in Black 3 (2012) (efectos especiales de maquillaje, creador de efectos especiales de maquillaje)
- Maléfica (2014) (efectos especiales de maquillaje)

## Premios y nominaciones
Premios Óscar
| Año  | Categoría                | Película                                             | Resultado |
| ---- | ------------------------ | ---------------------------------------------------- | --------- |
| 1982 | Mejor maquillaje         | Un hombre lobo americano en Londres                  | Ganador   |
| 1985 | Mejor maquillaje         | Greystoke, la leyenda de Tarzán, el rey de los monos | Nominado  |
| 1988 | Mejor maquillaje         | Harry and the Hendersons                             | Ganador   |
| 1989 | Mejor maquillaje         | El príncipe de Zamunda                               | Nominado  |
| 1995 | Mejor maquillaje         | Ed Wood                                              | Ganador   |
| 1997 | Mejor maquillaje         | El profesor chiflado                                 | Ganador   |
| 1998 | Mejor maquillaje         | Men in black                                         | Ganador   |
| 1999 | Mejores efectos visuales | Mi gran amigo Joe                                    | Nominado  |
| 2000 | Mejor maquillaje         | Condenados a fugarse                                 | Nominado  |
| 2001 | Mejor maquillaje         | El Grinch                                            | Ganador   |
| 2008 | Mejor maquillaje         | Norbit                                               | Nominado  |
| 2011 | Mejor maquillaje         | The Wolfman                                          | Ganador   |

- Incluido en el Monster Kid Hall of Fame en the Rondo Hatton Classic Horror Awards
- Jack Pierce – Premio a toda una vida en los Chiller-Eyegore Awards
- 2485th estrella del Hollywood Walk of Fame
- Time Machine Award, Sitges Film Festival 2015